# Fælledklubberne
Fælledklubberne er samlingsnavnet på fodboldklubberne i Fælledparken i København og består af Boldklubben Skjold, Boldklubben Heimdal, Boldklubben Viktoria, Handelsstandens Boldklub og Østerbro Idræts-Forening.
Fælledklubberne; Heimdal, Viktoria, HB og ØIF, blev hjemløse, da ombygningen af den gamle Coca Cola tribune i Parken gik i gang. Klubberne holdt i en periode til i en containerby, kommunen har stillet til rådighed bag Østerbro Stadion. Fælledklubbernes nye klubhus, Fælledklubhuset, blev færdig i december 2011. Huset er tegnet af Vilhelm Lauritzen A/S. Det ligger i den nordlige del af parken tæt ved Vibenshus Runddel – lige ved siden af metrostationen; Vibenhus Runddel. Huset indeholder en café, omklædningsrum, sauna og udsigt ud over Fælledparken. 
Den største fælledklub Boldklubben Skjold har nu B.93s tidligere omklædningsrum under stadiontribunen på Østerbro Stadion.
Fælledklubberne er organiseret i Fælledklubbernes Sammenslutning (FS).